# Vuksani
Vuksani – wieś w Chorwacji, w żupanii karlowackiej, w mieście Ozalj. W 2011 roku liczyła 9 mieszkańców.